# عوودا (اسرائیل)
عوودا (عبری: עובדה‎)، نام منطقه‌ای در جنوب صحرای نگب است. این نام عبری است و به معنای «واقعیت» است. جنوب صحرای نگب پس از اینکه توسط اسرائیل در آخرین عملیاتش در جنگ ۱۹۴۸ با اعراب به نام عملیات عوبدا اشغال شد، این نام بر آن نهاده شد.